# Comarnic
Comarnic város Prahova megyében, Munténiában, Romániában. A hozzá tartozó települések: Ghioșești, Podu Lung, Poiana valamint Posada.

## Fekvése
A Déli-Kárpátok lejtőin, a Prahova folyó bal bartján fekszik, 52 km-re Ploiești városától északnyugati irányban.

## Történelem
A település első írásos említése az 1510-es évekből való.

## Lakossága
| Nemzetiségek | 2002  | 2002   |
| ------------ | ----- | ------ |
| Románok      | 1366  | 99,91% |
| Magyarok     | 6     | 0,04%  |
| Németek      | 3     | 0,02%  |
| Romák        | 1     | 0,01%  |
| Szerbek      | 1     | 0,01%  |
| Olaszok      | 1     | 0,01%  |
| Összesen     | 13378 | 100,0% |